# Rudolf von Reinicke
Karl Gustav Rudolf Reinicke, ab 1872 von Reinicke (* 30. Juli 1820 in Köpenick; † 3. November 1886 in Kassel) war ein preußischer Generalmajor und Kommandeur der 25. Infanterie-Brigade in Münster.

## Leben

### Herkunft
Seine Eltern waren der Oberamtmann Karl Reinicke (1785–1844) und dessen Ehefrau Henriette, geborene von Cranach (1799–1844). Die Ehe wurde später geschieden und sie heiratete am 4. April 1823 den Grafen Carl von Posadowsky-Wehner (1785–1851).

### Militärkarriere
Reinicke besuchte zunächst die Stadtschule in Driesen und das Gymnasium in Gleiwitz. Nach seinem Abschluss trat er am 11. Februar 1838 als Füsilier in das 17. Infanterie-Regiment der Preußischen Armee in Wesel ein und avancierte bis Ende Juli 1841 zum Sekondeleutnant. Vom 1. April bis zum 30. September 1846 war er zur Gewehrfabrik in Saarn kommandiert. Ab Mitte Mai 1848 diente Reinicke als Adjutant des II. Bataillons und nahm in dieser Stellung 1849 an den Straßenkämpfen in Iserlohn sowie während der Niederschlagung der Revolution in Baden an den Gefechten bei Huttenheim, Waghäusel, Durlach, Bischweier und Kuppenheim teil.
Am 10. März 1853 wurde er Reinicke zum Premierleutnant befördert und am 1. Mai 1854 als Kompanieführer zum 7. kombinierten Reserve-Bataillon nach Herford kommandiert. Nachdem er Mitte November 1857 zum Hauptmann aufgestiegen war, befand er sich während der Mobilmachung anlässlich Sardinischen Krieges 1859 als Kompanieführer beim Ersatz-Bataillon der 28. Infanterie-Brigade. Zum 1. Mai 1860 folgte seine Kommandierung als Kompanieführer beim 17. kombinierte Infanterie-Regiment, aus dem nach der Etatisierung am 1. Juli 1860 das 8. Westphälische Infanterie-Regiment Nr. 57 hervorging. Dort wirkte Reinicke als Kompaniechef und wurde am 6. Oktober 1860 in gleicher Funktion in das 2. Brandenburgische Grenadier-Regiment Nr. 12 nach Posen versetzt. Mit der Beförderung zum Major erfolgte seine Versetzung in das 2. Rheinische Infanterie-Regiment Nr. 28.
Während des Deutschen Krieges befand er sich vom 22. Mai bis zum 10. September 1866 als Kommandeur des Besatzungsbataillons Köln in der Festung Luxemburg. Am 30. Oktober 1866 wurde Reinicke Kommandeur des Westfälischen Jäger-Bataillons Nr. 7 und am 22. März 1868 zum Oberstleutnant befördert. Für die Dauer des mobilen Verhältnisses anlässlich des Krieges gegen Frankreich war Reinicke ab dem 23. August 1870 Kommandeur des Hohenzollernschen Füsilier-Regiment Nr. 40 und nahm an den Schlachten bei Colombey, Gravelotte, Amiens, an der Hallue, Bapaume und Saint-Quentin sowie der Belagerung von Metz und den Gefechten bei Forbach und Thicourt teil.
Am 18. Januar 1871, dem Tag der Kaiserproklamation in Versailles, wurde Reinicke zum Oberst befördert. Für sein Wirken während des Krieges hatte er beide Klassen des Eisernen Kreuzes, den Fürstlichen Hausorden von Hohenzollern II. Klasse mit Schwertern, den Lippischen Hausorden I. Klasse mit Schwertern sowie die Lippische Militär-Verdienstmedaille erhalten.
Nach dem Vorfrieden von Versailles wurde Reinicke am 29. März 1871 zum Kommandeur des Hohenzollernschen Füsilier-Regiments Nr. 40 ernannt und am 27. April 1872 in den erblichen preußischen Adelsstand erhoben. Unter Stellung à la suite seines Regiments erfolgte am 2. Juli 1875 seine Ernennung zum Kommandeur der 25. Infanterie-Brigade und am 9. Juli 1875 die Beförderung zum Generalmajor. In Genehmigung seines Abschiedsgesuches wurde er am 15. September 1876 unter Verleihung des Roten Adlerorden II. Klasse mit Eichenlaub und mit Pension zur Disposition gestellt.

### Familie
Reinicke heiratete am 28. April 1849 in Wesel Emma Bonsac (1830–1909). Das Paar hatte mehrere Kinder:
- Henriette (* 1850) ⚭ 21. Mai 1874 Guido von Wulffen (1836–1915), preußischer Major[2]
- Richard (1856–1857)
- Marie (* 1868)